# The Soldiers
The Soldiers sind eine britische Band, die aus drei Soldaten der British Army besteht. 

## Karriere
Der Musikmanager Jeff Chegwin stellte 2009 das Trio zusammen. Alle drei sind aktive Soldaten und waren schon bei Kriegseinsätzen dabei. Der Waliser Ryan Idzi hatte zudem schon Bühnenerfahrung durch seine Teilnahme an The X Factor 2006. Ihren ersten Auftritt hatten die Sänger in der Royal Albert Hall Anfang November 2009 beim Festival of Remembrance.
The Soldiers wurden so populär, dass ihr gleichzeitig veröffentlichtes Album Coming Home, das vor allem aus Neuaufnahmen ruhiger Oldies besteht, auf Platz 4 in Großbritannien einstieg und innerhalb weniger Wochen Platin-Status erreichte.
Mit der weihnachtlichen Single A Soldier's Christmas Letter kamen sie Mitte Dezember auch in die Singlecharts.

## Bandmitglieder
- Lance Corporal Ryan Henrick Idzi
- Sergeant Richie Maddocks
- Sergeant Major Gary Chilton

## Diskografie
Alben
- Coming Home (2009)
- Letters Home (2010)
- Message to You (2011)
- The Soldiers (2012)

Singles
- Coming Home (2009)
- A Soldier’s Christmas Letter (2009)
- Letters Home (2010)
- I’ve Gotta Get a Message to You (mit Robin Gibb)